# میگل آنخل پرچیگال
میگل آنخل پرتغال (انگلیسی: Miguel Ángel Portugal؛ زادهٔ ۲۸ نوامبر ۱۹۵۵) بازیکن فوتبال اهل اسپانیا است.
از باشگاه‌هایی که در آن بازی کرده‌است می‌توان به باشگاه فوتبال رایو وایکانو، باشگاه فوتبال میراندس، باشگاه فوتبال رئال مادرید، باشگاه فوتبال رئال وایادولید، باشگاه فوتبال کوردوبا، و باشگاه فوتبال کادیس اشاره کرد.
وی همچنین در تیم‌های ملی فوتبال زیر ۲۳ سال اسپانیا و Spain national amateur football team بازی کرده‌است.